# Ragnvald Bagge
Ragnvald Kenty (R:son) Bagge, född 12 november 1903 i Québec, Kanada, död 24 mars 1991 i Saltsjöbaden, var en svensk diplomat.

## Biografi
Bagge var son till generalkonsuln Richard Bagge (född 1860 i Vänersborg, död 1910 i Shanghai) och Lily Alette Schwartz (född 1871 i Drammen, död 1943 i Saltsjöbaden). Han tog juris kandidatexamen 1926 och blev attaché vid Utrikesdepartementet (UD) 1928. Han tjänstgjorde i Washington, D.C. 1929-1930, Madrid 1931 och var utrikesministerns sekreterare 1932-1933. Bagge var andre sekreterare i Tokyo 1934-1936 och förste sekreterare vid UD 1937. Mellan 1938 och 1939 var han notarie i utrikesutskottet och sekreterare där 1940. Därefter var Bagge legationsråd i Helsingfors 1941-1943, byråchef 1944, chargé d’affaires 1948, envoyé i Bogotá 1949, beskickningsråd med ministre plénipotentiaires namn i Washington 1950, envoyé i Teheran och Bagdad 1953-1959 och Karachi 1953-1956. Han var ambassadör i Teheran 1957-1959, Warszawa 1959-1962, Ottawa 1962-1965 och Köpenhamn 1965-1969.
Bagge gifte sig 1948 med Susanna Lagerborg (född 21 januari 1913 i Helsingfors, död 25 februari 2004 i Saltsjöbaden).
De fick tre barn Alette född 1949, Richard född 1951, Madeleine född 1952. 

## Utmärkelser
- Kommendör av 1. klass av Nordstjärneorden (KNO1kl)[2]

Plus ett antal utländska ordnar. 